# Willem Cornelis van Buuren
Willem Cornelis van Buuren (Rotterdam, 29 augustus 1905 - Schaarsbergen, 2 augustus 1964) was een Nederlandse verzetsstrijder tijdens de Tweede Wereldoorlog en bekend natuurbeheerder en promotor van het landgoed Warnsborn te Schaarsbergen.

## Jeugd, opleiding en werk
Van Buuren werd geboren in Rotterdam in een gezin met zeven kinderen. Omdat zijn vader ging werken bij de Maatschappij van Weldadigheid verhuisde het gezin naar Frederiksoord. Na zijn schooltijd werkte Van Buuren korte tijd bij de Maatschappij op kantoor, waarna hij uiteindelijk als boswachter in dienst trad bij jonkheer Cornelis Johannes Sandberg in Leuvenum. Na zijn huwelijk en de geboorte van zijn dochter werd hij op 1 mei 1932 boswachter in dienst van de Stichting Het Geldersch Landschap die kort daarvoor het landgoed Warnsborn in eigendom had verworven. Van Buuren werd verantwoordelijk voor dit landgoed en ging met zijn gezin wonen in het huis "de Enck" op het landgoed. Hij werd tevens wachtmeester bij de brandweer.

## Verzetswerkzaamheden
In juli 1940 vroeg de politieman Jo Onnekink hem om toe te treden tot de leiding van de Arnhemse verzetsgroep PPP (Pugna Pro Patria) die door Onnekink was opgericht. Samen met Onnekink, Dirk Grosman, Piet Hoefsloot (1893-1942) en Frans Heinekamp (1898-1942) werd een organisatie opgezet en mensen gerekruteerd. Later fuseerde men met de groep die Dirk Willem Folmer in Zeist had opgericht. De nieuwe organisatie kreeg de naam Oranjewacht. Van Buuren hield zich met zijn collega's bezig met het door overvallen verwerven van wapens en munitie en met het verspreiden van vlugschriften. De Duitsers kregen echter lucht van hun werkzaamheden en arresteerden vijftien leden. Onnekink ontsnapte via Zwitserland naar Londen, maar de gearresteerde vijftien leden  werden in een groot showproces berecht en sommigen ter dood veroordeeld. Van Buuren werd enkel "voortdurende samenzwering" ten laste gelegd. Zijn vrouw had erger weten te voorkomen door onder haar kleding de buitgemaakte wapens het huis uit te smokkelen terwijl haar man gearresteerd werd en de Duitsers aan de praat hield. Voor de verspreiding van vlugschriften werd Van Buren veroordeeld tot drie jaar tuchthuis. Hij bracht een moeilijke tijd door, eerst in het Oranjehotel te Scheveningen en later een gruwelijke tijd vol mishandeling in Kamp Amersfoort. In 1942 werd Van Buuren op transport gezet naar het tuchthuis Rheinbach bij Bonn. Hier verrichtte hij in een minder erge omgeving tuinmanswerk en werd hij na het uitzitten van zijn straf op 15 februari 1944 vrijgelaten.
Na thuiskomst nam hij zijn oude taken weer op zich. Het wachten was op de bevrijding die met D-Day plotseling nabij en op 17 september 1944 een feit leek. Brandmeester Van Buuren trok met zijn Schaarsbergse vrijwilligers naar Arnhem om de brandweer daar te hulp te schieten. In Schaarsbergen zag men zich intussen door de enorme toevloed van vluchtelingen, later gevolgd door een stroom van evacués, voor grote problemen geplaatst. Na terugkeer sloeg Van Buuren direct aan het organiseren. In zijn huis kwam een evacuatie hulppost. Uit de stad liet hij meel ophalen zodat er brood gebakken kon worden. 
Na de verloren slag om Arnhem hield Van Buuren zich bezig met het onderbrengen van geallieerde parachutisten die in het gebied waren achtergebleven. Hij wist er 32 onder te brengen in de omgeving. Na de oorlog ontving Van Buuren van de Britten en Amerikanen erkentelijkheidsbetuigingen voor zijn hulp bij het redden en uiteindelijk laten terugkeren van deze militairen. In december 1944 vertrokken zijn vrouw en dochtertje naar Friesland omdat het voor hen eind van 1944 in Schaarsbergen niet veilig meer was.

## Werkzaamheden na de oorlog
Na de oorlog zette Van Buuren zich onvermoeibaar in voor het herstel van Warnsborn als natuur en recreatiegebied. Voor de Nederlandse Vereniging van Ex-Politieke Gevangenen uit de Bezettingstijd (Expogé) werd Van Buuren aangezocht als secretaris van de afdeling Arnhem en Omstreken. Later zou hij het voorzitterschap op zich nemen. Naast al deze drukke werkzaamheden vond hij ook nog tijd om her en der lezingen te houden over Het Geldersch Landschap en 'zijn' Warnsborn. Van Buuren was een groot natuurkenner.
Door het hervatten van zijn werkzaamheden en het feit dat hij niet meer repte over zijn belevenissen uit de oorlogsjaren leek het alsof Van Buuren ongeschonden uit de oorlog was gekomen. Dat was echter niet het geval. Hij had psychiatrische hulp nodig om zijn herinneringen te verwerken, en zijn huwelijk werd een jaar na de oorlog reeds ontbonden. Tot zijn dood leefde hij alleen. Hij overleed op slechts 58-jarige leeftijd na een kort ziekbed.